# پیتر پوکورنی
پیتر پوکورنی (انگلیسی: Peter Pokorný؛ زادهٔ ۸ اوت ۲۰۰۱) بازیکن فوتبال اهل اسلواکی است.
از باشگاه‌هایی که در آن بازی کرده‌است می‌توان به باشگاه فوتبال لیفرینگ اشاره کرد.
وی همچنین در تیم‌های ملی فوتبال زیر ۱۵، ۱۶، ۱۷، ۱۹ و ۲۱ سال اسلواکی بازی کرده‌است.